# Clonas-sur-Varèze
Clonas-sur-Varèze é uma comuna francesa na região administrativa de Auvérnia-Ródano-Alpes, no departamento de Isère. Estende-se por uma área de 6,83 km². Em 2010 a comuna tinha 1 486 habitantes (densidade: 217,6 hab./km²).